# モハメド・アブドゥライ・モハメド
モハメド・アブドゥライ・モハメド（英語: Mohamed Abdullahi Mohamed、ソマリ語: Maxamed Cabdulaahi Maxamed、アラビア語: محمد عبد الله محمد、1962年 - ）は、ソマリアの外交官、政治家。2017年から2022年まで同国大統領を務めた。本来の任期は2021年2月からさらに2年間延長されたが、批判に抗しきれず自ら撤回した（後述）。同国首相などを歴任した。ソマリ族出身で、アメリカとソマリアの国籍を持つ。
通称ファルマージョ(Farmajo)。通称の使用はソマリ族によくみられる習慣で、ファルマージョはイタリア語のformaggio（チーズ）を意味する。この通称は、彼が父譲りのチーズ好きだったことから付けられた。

## 経歴

### ソマリア首相就任まで
1962年5月5日、ソマリアのモガディシュ生まれ、ゲド地域育ち。出身氏族はダロッドのマレハン。モハメドの両親は、当時の与党ソマリ青年同盟の党員で、1970年代、モハメドの父は運輸省で働いていた。
モハメドはソマリアの全寮制学校で学んだ。
その後はアメリカ合衆国に移住。1985年から1988年にかけてワシントンD.C.にあるソマリア大使館にて財務の業務を行った。
その後、1989年から1993年にかけてニューヨーク州エリー郡バッファローのニューヨーク州立大学(SUNY)のバッファロー校において歴史学の学士を取得。
1994年、バッファローの住宅コミッショナーに選ばれ、1994年から1997年まで勤務、財政議長も務めた。
1995年から1999年、バッファロー市鉛削減プログラムの事例管理員。その後は2000年から2002年、エリー郡雇用機会均等部門の少数民族就職支援担当、2002年からソマリアに戻るまで、アメリカ合衆国運輸省の市民権管理者など、人権機関にて働いた。
2009年に同大学で政治学の修士号を取得。修士論文の題は「アメリカ合衆国のソマリアへの戦略的関心：冷戦時代から対テロ戦争まで」。その後、SUNYの一部であるエリー・コミュニティ大学においてリーダーシップスキルと紛争解決を教えている。

### 首相
2010年10月14日（48歳）、シェイク・シャリフ・シェイク・アフマド大統領より首相に指名され、10月31日に議会に392票中、賛成297、反対92、棄権3で承認された。
11月12日に組閣。閣僚を39名から18名に大幅に削減し、前内閣からの留任は財政長官と通商工業長官の2名だけとした。政府寄りの軍閥アル・スンナ・ワル・ジャマーに内務長官、労働長官という重職を与えた。この内閣の議会承認にはやや時間がかかり、11月27日に343票中、賛成251、反対92で承認された。
就任後50日で、兵士に給与を支給。また、閣僚の資産公開法の承認、政府の腐敗防止委員会設立、公務員の不必要な海外出張禁止、閣僚の旅行を首相の承認制とするなどの改革を実施。
2011年6月、大統領のシェイク・シャリフ・シェイク・アフマドと議会議長のシャリフ・ハッサン・シェイク・アデンが会談し、首相の辞任を条件に、大統領選挙を1年延長することで合意した。この首相辞任に関する合意に対して、首都モガディシュやガルカイヨなど各地で暴動やテロ事件が発生したが、モハメド首相自身はこの提案を受け入れ、6月11日に辞任表明し、19日に辞任。後任の首相はアブディウェリ・モハメド・アリ。
首相辞任後、モハメドはアメリカ合衆国運輸省に復職。
2012年ソマリア大統領選挙に立候補するが、第1回投票で落選。
2013年8月、米国オハイオ州のソマリア人奨学金プログラムの第4回年会で、基調講演者の一人を務めた。

### 大統領
2017年2月8日の大統領選挙の結果当選し、2月16日に業務を正式に引き継いだ。大統領の任期は4年のため、2021年2月8日に次期大統領を決める選挙を実施することになっていたが、中央政府と州との間で投票方法をめぐって対立。合意案を得るための交渉が期限直前の2021年2月5日に決裂したことにより、前日の2月7日、野党勢力は、2月8日以降はモハメドを大統領と認めないの見解を表明した。その後も選挙の実施方針について合意できず、下院議会は4月12日、モハメドの大統領任期を2年間延長することを賛成149、反対1、棄権3票で承認した。しかしその直後に上院議長が任期延長は違憲と批判し、モハメドは法案を上院に送る前に任期延長法案に署名した。これにより抗議デモが発生し、4月27日、同じく任期が延長されたモハメド・フセイン・ローブル首相が任期延長反対に転じ、モハメドも28日になって任期延長の取りやめを余儀なくされた。5月1日、下院議会は4月12日に可決したモハメドの大統領任期延長の撤回を全会一致で承認し、2020年9月17日の合意に立ち返り、ローブルが次期大統領選挙の準備・実施を行うことも同時に承認した。
しかしその後もローブルとの対立は続き、2021年9月5日にローブルが自身と関係の深いファハド・ヤシン・ハジ・ダヒールを国家情報安全保障局(NISA)の局長から解任。モハメドはこれが違憲であるとして決定を破棄し、大統領の国家安全保障補佐官に就任させた。16日にはローブルからポスト任免権を取り上げると発表したが、ローブルは命令には従わないことを表明し、モハメドが憲法を捻じ曲げたとして非難した。両者は10月に和解し、選挙実施に向けた手続きを加速するとした共同声明を出したものの、選挙実施に向けた溝は埋まらなかった。同年12月末にモハメドはローブルより選挙実施の権限を剥奪し、新たに委員会を立ち上げたことにローブルが反発。12月27日、モハメドは土地略奪事件の捜査や国防省の調査にローブルが介入した疑惑があるとして首相権限を停止。ローブル側は憲法違反であると主張し、首相官邸付近には治安部隊が配置されるなど緊迫した情勢となった。
その後、大統領選挙は2022年5月15日に連邦議会で執行され、モハメドも立候補。第1回目投票で59票、第2回目投票にて83票を獲得し決選投票に進出したが、決選投票では110票にとどまり、214票を獲得したハッサン・シェイク・モハムド前大統領に敗れた。5月23日に大統領を退任。